# チロイ駅
チロイ駅（チロイえき、マレー語:Stesen Komuter Tiroi）はマレーシアのヌグリ・スンビラン州チロイにある、マレー鉄道KTMコミュータースレンバン線の駅。

## 歴史
- 1903年4月2日 - 駅開業。（バタン・ブナール～スレンバン間の開業による。）
- 1995年12月18日 - KTMコミューター カジャン～スレンバン間延伸運行開始。

## 駅構造
相対式ホーム2面2線もつ地上駅である。駅舎は南側にあり、上りホームに面している。下りホームとは構内の跨線橋で結ばれている。 
| 1 | 1 スレンバン線（上り） | KLセントラル、バトゥ・ケーブス方面 |
| 2 | 1 スレンバン線（下り） | スレンバン、タンピン方面           |

## 隣の駅
マレー鉄道
1 スレンバン線
ラブ駅 (KA11) - チロイ駅 (KB12) - スレンバン駅 (KB13)